# Vila Marek
Vila Antonína a Marie Markových je funkcionalistická vila v Praze. Stavbu vily zadal ředitel Ústřední sociální pojišťovny Antonín Marek s chotí Marií. Architekt Oskar Oehler a jeho partnerka Elly Sonnenschein byli spolužáci na Německé vysoké škole technické v Brně. Oba byli světoběžníci, ovlivnění francouzskými a holandskými vzory. Elly byla bytovou návrhářkou. Stavbu projektovala a realizovala firma Freiwald a Böhm.

## Lokalita
Vila stojí na jižním svahu pískovcových skal nad bývalými pražskými viničními svahy ve Střešovicích. Ke stavbě byla vybrána parcela s výhledem do Břevnova, na Petřín, na Katedrálu svatého Víta na Hradčanech a dále přes střechy Strahovského kláštera a Černínského paláce do pražské kotliny.

## Popis stavby
Vila, ovlivněná holandskými vzory, působí přísně a racionálně. Štíhlý železobetonový korpus domu klesá v postupném sledu od severu k jihu, přes stupně plochých střech, přes podélnou jižní terasu, jižní trasy, až do zahrady. Velké okenní plochy jsou situované na východní stranu směrem k Hradčanům. V jižní straně domu, obrácené k Břevnovu, je zimní zahrada s terasou, která propojuje stavbu s exteriérem. Kompozice různě dimenzovaných oken v jižním průčelí střídá rytmus oken na východní straně, zatím co na západ a na sever jsou vzhledem k podmínkám situována pouze méně důležitá okna provozních místností v přízemí. Velkoryse řešený vchod upoutá kombinací štíhlé černé ocelové konstrukce a plošnými výplněmi z bílého mléčného skla.

## Interiéry
Nosná železobetonová konstrukce umožňuje volné členění prostoru nenosnými příčkami. V nejvyšším patře ve tvaru kostky byly navrženy prostory pro hosty, v prvním patře 4 ložnice pro rodinu, šatny a příslušenství. V přízemí domu je prostorná společenská hala s výhledem na Hradčany. V severní části byly umístěny provozní místnosti, přípravna jídel, jídelna, místnosti pro služebnictvo.
I přes to, že se nedochovaly návrhy interiérů, jsou ve vile dodnes patrné jednotlivé prvky jasně signalizující styl Elly Oehlerové. Místnosti pro soukromý život rodiny byly vybaveny moderním nábytkem, barevně laděným v emočním stylu spolu s podlahami a stěnami v pastelových barvách. Společenské místnosti dominuje hráčský kout s kulatým stolem, nad kterým je zavěšen masivní alabastrový lustr ve tvaru zvonu, přitápění z technické místnosti má tvar travertinového krbu. Stěny jsou po celé ploše obloženy kavkazským ořechem. Zajímavým prvkem haly a zimní zahrady je souvislé osvětlení nad okenními rámy, skryté v celé jeho délce nepřerušeným pásem z mléčného skla. Společenskou halu lze rozdělit posuvnou skleněnou stěnou. Ze společenské haly lze sestoupit do sníženého prostoru zimní zahrady, z východní strany obrácené k Hradčanům, z jižní strany obrácené do Břevnova. Zimní zahrada je přes verandu a schodiště propojena se zahradou.

## Zahrada
Zahradě dominuje velký růžový záhon a skalka z lámaného barrandovského vápence. Architektonický návrh a realizaci zahrady provedl v roce 1933 Jaroslav Veselý, majitel školkařského závodu v Molitorově u Kouřimi.

## Vliv francouzské a holandské architektury dvacátých let
Oskar Oehler a Elly Oehlerová se hlásili především k francouzské a holandské architektuře dvacátých let dvacátého století a k umění z okruhu německého Bauhausu. Vzory, které je ovlivnily, byli Johannes Duiker, Leendert Cornelis van den Vlugt, Johannes Andreas Brinkman, Mart Stam, Le Corbusier, Wassili Luckhart s bratrem Hansem, Alfons Anker. Střešovickou stavbu též ovlivnily studie vil ve svahu s ocelobetonovým skeletem od Oehlerova spolužáka Alfreda Neumanna.